# Międzychód
Międzychód (udtale: [mʲɛnˈd͡zɨxut], tysk: Birnbaum)  er en by i den vestlige del af  voivodskabet Storpolen i  den vestlige centrale del af Polen. Byen   har 10.288(2021) indbyggere og et areal på 6,98  km², og administrationsby i   powiatet Międzychód.

## Historie
Byen blev først nævnt som Międzybrud (efter polsk między, "mellem", bród, "vadested") i et skøde fra 1378. Det var en privat by ejet af polsk adel, administrativt beliggende i powiatet Poznań i Poznań-voivodskabet i Storpolen.  Den var et bosættelsesområde for tyske håndværkere og købmænd, der flyttede ind i polske  landområder fra den tilstødende Neumark-region. Ved Polens anden deling i 1793 blev Międzychód sammen med hovedparten af Storpolen annekteret af Kongeriget Preussen som Birnbaum. Efter den vellykkede Storpolske opstand i 1806, blev den genvundet af polakker og inkluderet i det kortvarige Hertugdømmet Warszawa. I 1815 blev det genannekteret af Preussen, indlemmet som hovedstad for Kreis Birnbaum i Regierungsbezirk Poznań, en del af den preussiske Storhertugdømmet Posen, og fra 1871 til 1919 var det også en del af Tyskland.